# Бодзехув (гмина)
Бодзехув (пол. Bodzechów) — сельская гмина (волость) в Польше, входит как административная единица в Островецкий повет, Свентокшиское воеводство. Население — 13 430 человек (на 2004 год).

## Демография
| Перепись                       | Всего   | Всего | Женщины | Женщины | Мужчины | Мужчины |
| ------------------------------ | ------- | ----- | ------- | ------- | ------- | ------- |
| Единицы                        | человек | %     | человек | %       | человек | %       |
| Население                      | 13 430  | 100   | 6885    | 51,3    | 6545    | 48,7    |
| Плотность населения (чел./км²) | 109,8   | 109,8 | 56,3    | 56,3    | 53,5    | 53,5    |

## Соседние гмины
1. Гмина Балтув
2. Гмина Чмелюв
3. Гмина Кунув
4. Островец-Свентокшиски
5. Гмина Садове
6. Гмина Сенно
7. Гмина Васнюв